# Tecnocapitalisme
El tecnocapitalisme (paraula composta que combina "tecnologia" i "capitalisme") es refereix als canvis del capitalisme associats a l'aparició de nous sectors tecnològics, el poder de les corporacions i noves formes d'organització.

## Organització i poder corporatiu
Es tracta d'una nova versió del capitalisme que genera noves formes d'organització corporativa dissenyades per explotar intangibles com la creativitat i el nou coneixement. Les noves organitzacions estan profundament fonamentades en la investigació tecnològica, en contrposició de la producció de fabricació i serveis. També són molt dependents de l'apropiació corporativa dels resultats de la recerca com a propietat intel·lectual.
Tenint en compte les noves relacions de poder introduïdes per les corporacions que controlen el tecnocapitalisme, existeixen noves formes d'acumulació que impliquen intangibles com la creativitat i el nou coneixement, juntament amb la propietat intel·lectual i la infraestructura tecnològica. Aquesta perspectiva de la globalització (i l'efecte del tecnocapitalisme i de les seves corporacions) també té en compte la creixent importància global dels intangibles, les desigualtats creades entre nacions a l'avantguarda del tecnocapitalisme, les quals no són, la creixent rellevància dels brain-drain, és a dir, l'emigració d'individus altament qualificats o ben instruïts entre nacions i l'augment del que es designa com un complex tecno-militar-corporatiu que substitueix ràpidament l'antic complex militar-industrial de la segona meitat del segle xx.
El concepte darrere del tecnocapitalisme és part d'un model de pensament que relaciona la ciència i la tecnologia amb l'evolució del capitalisme. El nucli d'aquesta idea de l'evolució del capitalisme és que la ciència i la tecnologia no estan separades de la societat —o que existeixen en un buit o en una realitat separada— fora de l'abast de l'acció social i la decisió humana. La ciència i la tecnologia formen part de la societat, i estan subjectes a les prioritats del capitalisme tant com qualsevol altra activitat humana. Destacables científics de principis del segle xx, com John Bernal, van dir que la ciència té una funció social i que no es pot veure com una cosa diferent de la societat. Altres científics d'aquell moment, com John Haldane, van relacionar la ciència amb la filosofia social i van mostrar com els enfocaments crítics de l'anàlisi social són molt rellevants per a la ciència i per a la nostra comprensió de la necessitat de la ciència. En el nostre temps, aquesta línia de pensament ha encoratjat als filòsofs com Andrew Feenberg a adoptar i aplicar un enfocament teòric crític a la tecnologia i la ciència, proporcionant moltes idees importants sobre com les decisions científiques i tecnològiques —i els seus resultats— són modelades per la societat, i pel capitalisme i les seves institucions.
Harry Braverman, en la seva obra Labor and Monopoly Capital: The Degradation of Work in the Twentieth Century argumenta que els canvis en la tecnologia de producció estan influenciats per la necessitat de la gestió corporativa per controlar els processos laborals. El fet que la tecnologia es pugui posar al servei del poder corporatiu, controlar les rutines de treball i els processos productius, per disminuir els drets dels treballadors, porta a que diversos autors defensin la idea que la tecnologia no és "neutral" ni tan sols "funcional" com alguns tecnòlegs defensen. Tot i que Braverman no va utilitzar el terme tecnocapitalisme en la seva obra, el seu enfocament general forma part de la línia de pensament relacionada amb aquest concepte. Seguint l'obra de Braverman, però des d'una perspectiva diferent, el filòsof d'educació, Douglas Kellner, va utilitzar el terme en un capítol per debatre la relació entre la tecnologia i l'estat capitalista, juntament amb la perspectiva d'una teoria post-moderna de les crisis, des de la perspectiva del Escola de Frankfurt.
El terme tecnocapitalisme ha estat utilitzat per Dinesh D'Souza per denotar aspectes i idees que completament diferents dels explicats anteriorment. Aquest, va usar el terme en un article sobre Silicon Valley, per descriure l'entorn corporatiu i les relacions de capital de risc en una economia local d'alta tecnologia. El seu enfocament del tema coincideix amb el de les revistes de negocis i la literatura de gestió corporativa. Alguns articles de diaris també han utilitzat el terme puntualment i en un sentit molt general, per denotar la importància de les tecnologies avançades en l'economia.